# Tobias Küller
Arne Tobias Küller, född 12 december 1975 i Norrtälje, är en svensk tidigare handbollsspelare, högersexa.

## Karriär
Tobias Küller inledde sin elitkarriär i Guif i Eskilstuna men kom sedan till IFK Kristianstad, som var hans klubbadress 1995 till 1998 då han lämnade för HK Drott. Han spelade sedan sju säsonger för HK Drott och gjorde  548 mål i allsvenskan för den klubben. Han tog också med sig två SM-titlar då han lämnade eliten i HK Drott för Kärra 2005. Sejouren i Kärra blev bara ettårig för 2006 återfanns Küller i Alingsås HK. 2008 var han tränare för HP Alingsås.

## Landslagskarriär
När Küller spelade för Drott gjorde han 8 landskamper under 2000.